# 日本語教師
日本語教師（にほんごきょうし）とは、日本語学校などで日本語を母語としない人々に対して日本語を教える教師のことである。日本の学校教育における国語教師は日本語母語話者の児童・生徒・学生を対象としており、この点で対象・教授法・目的などが大きく異なる。
2024年度以降、新たな国家資格「登録日本語教員」が創設された。

## 概要
例えば「私は同僚に車を貸してもらった」という文で「私」は車を「借りた」のに、どうして「貸す」を使うのだろうか、「貸してもらった」と「貸してくれた」は何が違うのかなど、生まれながらに日本語が普通に使えるのに説明に苦しむことからもわかるように、日本語を母語とする者なら誰でも日本語が教えられるというわけではない。日本語教師は日本語を含む言語の音声や文法、意味や運用などといった言語学的な知識だけではなく、語学教授法や言語習得理論、さらには異文化コミュニケーション、言語政策などといった広範な知識に精通しており、語感の鋭さや人柄などの適性が必要である。以上のように日本語教師にはさまざまな技能が必要なため、就業のハードルは高く、日本国内の認定日本語教育機関で働く場合には、国家資格である登録日本語教員の資格が必要である。また、日本国外の日本語学校や日本国内の文部科学大臣から認定を受けていない日本語学校でも、大学卒業（学士）であることを前提に、登録日本語教員の資格を有していること、日本語教育能力検定試験に合格していること、420時間の養成講座を修了していることを採用条件としている例が多い。それに加えて大学院で日本語教育を専攻していることを採用条件にしている教育機関もある。1990年代後半以降、各地の大学に文学部日本文学科ならぬ外国語学部日本語学科が次々に登場したのも、日本語教師育成に主たる狙いがあった。
世界各地の日本語教育の需要に応じて、日本人の日本語教師も日本国内をはじめ世界中で活躍している。日本の近隣、特に旧大日本帝国統治下であった大韓民国や中華民国・中華人民共和国、ベトナム社会主義共和国、パラオ、そしてオーストラリアやトルコなど日本との交流や友好関係の深い国や地域ではもともと日本語学習者の数も多く、教育機関も整備され、現地の（日本語が母語ではない）教師やスタッフも揃っていることから、教師養成機関の実習やアシスタントなどとして活躍している日本人の教師も多い。それ以外の国々でも、ポップカルチャーやアニメーションなどサブカルチャーの影響により日本語学習者は存在している。
アジアの開発途上国など、多くの国や地域では教材や施設、現地の教師・スタッフが揃わず、日本人の教師が大きな役割を果たす機関も多い。例えばカリキュラムを自分で作成したり、現地の教師や教育関係者との連携をとったり、現地の教師の育成を行ったりと授業以外の業務に携わることも多い。国際交流基金やJICAなどといった機関は専門家や青年海外協力隊などとしてこのような地域に重点的に日本語教師を派遣したり、教師研修として現地の教師を日本へ招聘したりすることで現地の日本語教育の充実を目指している。
- 日本国外の日本語教師数[1] 　44,321人（内、日本語母語話者約３割）
  - 機関別　学校教育　29,240人（初等・中等教育　12,529人、高等教育　16,711人）、学校教育以外　15,081人

また日本国内の日本語教育機関に勤務する教師は非常勤の比率が大きい。日本語教師のみを職業として生計を立てるには、非常勤をかけ持ちしても満足した収入が得られないという問題がある。専任として勤務する場合には一定の教育経験などが必要であるところが多い。大学など高等教育機関の専任の場合はそれに加えて相当の研究実績も必要で、しかも専任ポストの空きがそれほど多くないことから高いハードルであるといえる。
反面、日本語教師の始まりが海外現地の小学校日本語学級であったり、ボランティア等による国際親善交流が根底にあることもあり、ボランティア活動を先に行っていた人たちの存在に鑑み、実習は必要であるが、法務省告示校では日本語教育能力検定試験合格のみならず、大学で日本語教育を専攻・副専攻として修めた者もしくは420時間養成講座修了者が日本語を教えることも認められている。日本語教師を職業とは考えない人たちの存在を無視できない、つまり日本語教師資格が検定試験合格者のみに与えられる資格であると、そのような人たちの活動が中断もしくは休止してしまうこともあって日本語教師資格国家試験などは設けられてこなかった。ただし2020年以降、文化庁は名称独占の国家資格の創設を目指し、新たに国家資格「登録日本語教員」が創設された（#日本語教師の資格参照）。
- 国内の日本語教師数[2] 　30,959人
  - 機関別　大学等機関　5,227人、一般の施設・団体　25,732人
  - 形態別　常勤講師　4,165人、非常勤講師　10,729人、ボランティア等　16,065人

## 日本語教師に求められる資質・能力
文化庁による「日本語教育人材の養成・研修の在り方について」では、日本語教育人材に求められる資質・能力として、以下の内容が挙げられている
1. 日本語教育人材に共通して求められる基本的な資質・能力
  1. 日本語を正確に理解し的確に運用できる能力を持っていること。
  2. 多様な言語・文化・社会的背景を持つ学習者と接する上で，文化的多様性を理解し尊重する態度を持っていること。
  3. コミュニケーションを通じてコミュニケーションを学ぶという日本語教育の特性を理解していること。
2. 専門家としての日本語教師に求められる資質・能力
  1. 言語教育者として必要とされる学習者に対する実践的なコミュニケーション能力を有していること。
  2. 日本語だけでなく多様な言語や文化に対して，深い関心と鋭い感覚を有していること。
  3. 国際的な活動を行う教育者として，グローバルな視野を持ち，豊かな教養と人間性を備えていること。
  4. 日本語教育に関する専門性とその社会的意義についての自覚と情熱を有し，常に学び続ける態度を有していること。
  5. 日本語教育を通した人間の成長と発達に対する深い理解と関心を有していること。

## 日本語教師の資格
2024年度以降、新たな国家資格「登録日本語教員」が創設された。
かつて日本語教育施設の審査・認定を行っていた財団法人日本語教育振興協会は、日本語教師になるために、この資格を取得しなければいけないというものではない、と前置きした上で、以下の基準を示していた。
1. 大学において日本語教育に関する主専攻または副専攻を修了し、卒業した者
2. 大学において日本語教育に関する科目を26単位以上取得し、卒業した者
3. 日本語教育能力検定試験に合格した者
4. 次のいずれかに該当する者で日本語教育に関し、専門的な知識、能力等を有する者
  1. 学士の学位を有する者
  2. 短期大学または高等専門学校を卒業した後、2年以上、学校、専修学校、各種学校等（以下「学校等」という）において日本語に関する教育または研究に関する業務に従事した者
  3. 専修学校の専門課程を修了した後、学校等において日本語に関する教育または研究に従事した者であって、当該専門課程の修業年限と当該教育に従事した期間とを通算して4年以上となる者
  4. 高等学校において教諭の経験のある者
5. その他これらの者と同等以上の能力があると認められる者

また文化庁は「教員養成のための教育内容についての報告」で、標準的なシラバスの内容を修得するには420時間以上の履修が必要としている。これは俗に「新シラバス420時間」といわれ、日本語教育必修科目の最低修得時間とされていて、多くの学校がこれを日本語教師の採用条件としている。また「日本語教育能力検定」の他に現在「全養協日本語教師検定」（2006年～）が設けられている。
以上により、日本語教師に対しては今のところ正式な教員免許状等は交付されていない。このため教師の採用に当たっては、その人物が現況では日本語教師養成教育機関での履修課程を420時間以上履修し、日本語教育能力検定試験に合格していれば日本語学校に採用される可能性が高いとみられるが、各々の学校によって採用条件は異なり、日本語教育能力検定試験合否よりも実習、実践、教授法に重きをおく日本語学校もある。
教育機関によっては教育機関が独自に「日本語教師」として認定する資格も存在する（東北学院大学教養学部言語文化学科などに課程が存在する）。
2020年2月の文化審議会国語分科会で報告された「日本語教師の資格のあり方について（報告）」において、名称独占の国家資格「公認日本語教師」の創設を目指すことが記された。2022年以降開催されている「日本語教育の質の維持向上の仕組みに関する有識者会議」においては「登録日本語教員」という名称で検討が進められた。
その結果、2023年5月26日、「日本語教育の適正かつ確実な実施を図るための日本語教育機関の認定等に関する法律」（日本語教育機関認定法）が制定され、2024年度から新たに国家資格「登録日本語教員」が創設されることが決定した。

## 教授法
学習者にとって日本語は外国語（あるいは第二言語）であるので、指導に際しては外国語教授法が用いられる。言語学や学習理論、変形文法、認知学習理論、第二言語習得理論など様々な理論に基づいている。
- 媒介語を用いるか用いないか。

1. 翻訳教授法 - 日本語以外の言語を使って日本語を教える方法。世界では学習者も教師も同じ言語の使用者であるので、こちらが採用されやすい。
2. 直接教授法 - 日本語だけで日本語を教える方法。日本国内では、学習者の母語が多岐に渡る場合が多く、公平を期すためにも、こちらが採用される。

## 国語教育との違い
|                | 日本語教育 | 国語教育 |
| -------------- | --- | --- |
| 日本語の捉え方 | 世界の言語の1つ | 日本国で使用している日本の言語                                                                              |
| 学習者         | 日本語が外国語、第二言語である人。ただし日本語が母語であっても日本国外で生まれ育った人は日本語教育の対象になる場合もある。 | 日本語が母語である人。主たる対象は学齢期の子供たち。                                                        |
| 目的           | 外国語、あるいは第二言語としての日本語を、学習者のニーズに応じたレベルに到達させること。                                   | 母語としての日本語をより良く使用できるようになること。また、日本語による思考能力を向上させること。          |
| 文法           | 日本語教育文法 | 国文法（橋本文法を基礎とした学校文法）                                                                      |
| 教師           | 日本国内・海外共に免許制度はない。                                                                                         | 学校教育法による 一条校で教える場合、教育職員免許状（中学校・高校であれば、「国語」の免許状）が必要である。 |

## 労働問題
- 2020年、日本語学校大手の千駄ヶ谷日本語教育研究所付属日本語学校が日本語教師にサービス残業などを強いているとして、新宿労働基準監督署が是正勧告を出した[6]。
- 東京外国語センターに約10年勤務した講師（日本語教師）が新型コロナウイルス感染症対応休業支援金・給付金を受給しようとすると、同社は契約を打ち切った。労使トラブルの結果、講師が会社を提訴して訴訟に発展[7]。その後、講師側の「納得いく形での和解が成立」した[8][9]。